# Nowosil
Nowosil (russisch Новосиль) ist eine Kleinstadt in der Oblast Orjol (Russland) mit 3658 Einwohnern (Stand 14. Oktober 2010). 2938 Einwohnern (Stand 1. Januar 2023).

## Geografie
Die Stadt liegt auf der Mittelrussische Platte etwa 70 km östlich der Oblasthauptstadt Orjol am rechten Ufer der Suscha, eines rechten Nebenflusses der in die Wolga mündenden Oka.
Nowosil ist Verwaltungszentrum des gleichnamigen Rajons.

## Geschichte
Der Ort wurde erstmals 1155 als Festung Itil des Fürstentums Tschernigow genannt. Zu Beginn des 14. Jahrhunderts war es bereits unter dem Namen Nowosil Hauptstadt eines kleinen selbständigen Fürstentums.
Zu Beginn des 15. Jahrhunderts fiel die Stadt an das Großfürstentum Litauen, gegen Ende des Jahrhunderts wieder an das Großfürstentum Moskau, zu dessen südlichen Grenzfestungen es bis in das 17. Jahrhundert gehörte.
1777 wurde das Stadtrecht als Verwaltungszentrum eines Kreises (Ujesds) zunächst der Statthalterschaft, dann im Gouvernement Tula verliehen.
Im Zweiten Weltkrieg wurde Nowosil am 13. November 1941 von der deutschen Wehrmacht besetzt, jedoch bereits am 27. Dezember 1941 von Truppen der Brjansker Front der Roten Armee im Rahmen eines Gegenschlages in Richtung Orjol zurückerobert.
Abseits der wichtigsten Verkehrsverbindungen gelegen, entwickelte sich die Stadt bis heute wirtschaftlich kaum.

### Bevölkerungsentwicklung
| Jahr | Einwohner |
| ---- | --------- |
| 1897 | 2912      |
| 1926 | 2733      |
| 1939 | 3332      |
| 1959 | 2439      |
| 1970 | 3003      |
| 1979 | 3194      |
| 1989 | 4198      |
| 2002 | 4017      |
| 2010 | 3658      |

Anmerkung: Volkszählungsdaten (1926–1939 gerundet)

## Kultur und Sehenswürdigkeiten
In Nowosil ist eine Reihe von Bauwerken aus dem 18. und 19. Jahrhundert erhalten, so die Gottesmutter-Kathedrale (собор Божией Матери/sobor Boschjej Materi) vom Ende des 18. Jahrhunderts, die Kirche der Ikone der Gottesmutter von Kasan, kurz Kasaner Kirche (Казанская церковь/Kasanskaja zerkow) von 1802 sowie steinerne Wohnhäuser aus dem 19. Jahrhundert.
Im Dorf Golun des Rajons Nowosil liegt der ehemalige Landsitz der Adelsfamilie Golizyn.

## Wirtschaft
In Nowosil als Zentrum eines Landwirtschaftsgebietes gibt es Betriebe der Lebensmittelindustrie.
Nächstgelegene Eisenbahnstation ist Salegoschtsch an der 1870 eröffneten Strecke Orjol–Jelez–Grjasi in 14 Kilometer Entfernung. Durch Nowosil führt die Regionalstraße Orjol–Jefremow.

## Söhne und Töchter der Stadt
- Wjatscheslaw Polunin (* 1950), Clown